# Майкл Вілсон
Майкл Вілсон (англ. Michael Wilson; 1 липня 1914 — 9 квітня 1978) — американський сценарист. Володар двох «Оскарів» за найкращий адаптований сценарій.

## Молоді роки
Майкл Вілсон народився 1 липня 1914 року в Оклахомі. Він виріс католицькій родині. У 1936 році він закінчив Університет Берклі в Каліфорнії і почав викладати англійську мову. У вільний час писав оповідання для журналів. 1941 року вперше взяв участь у роботі над сценарієм до кінофільму.

## Кінокар'єра
1941 року емігрант із Росії Грегорі Ретофф вирішив екранізувати новеллу британської письменниці Елеонори Сміт «Балерина». Поставити фільм він узявся на власній кіностудії Gregory Ratoff Productions. До роботи над сценарієм він запросив Фредеріка Конера, Майкла Вілсона і Пола Трайверса. Зйомки стрічки були завершені 16 червня. Прем'єра відбулася 30 жовтня 1941 року. До прокату фільм вийшов під назвою «Чоловіки в її житті». Подальша кар'єра Майкла перервалася через участь США у Другій світовій війні. Його забрали до війська, де він проходив службу у корпусі морської піхоти.
Після повернення він підписав контракт про співпрацю із студією Liberty Films, яка була заснована Френком Капра та Семюелом Дж. Бріскіном. 1946 року вийшов перший фільм студії — «Це чудове життя». Над сценарієм працювало кілька людей, в тому числі, і сам Френк Капра. До участі в роботі був залучений і Майкл Вілсон. Хоча фільм і не отримав жодної статуетки кіноакадемії, він назавжди увійшов до золотої класики Голлівуду.
Liberty Films випустивши два роки потому ще один фільм, припинила своє існування. А Майкл Вілсон у 1949-му разом із Гаррі Брауном та Патриком Кірні почав роботу над сценарієм за романом Теодора Драйзера «Місце під сонцем». Головні ролі зіграли Елізабет Тейлор та Мотгомері Кліфт. Зйомки завершилися у березні 1950, та на екран фільм вийшов лише 1951. Стрічка виявилася дуже вдалою і була номінована на «Оскар» у дев'яти категоріях. Зрештою, вона отримала шість із них, у тому числі за найкращий адаптований сценарій. Премію вручили Майклу Вілсону та Гаррі Брауну.

## Сценарист
1. 1941: Чоловіки в її житті / The Men in Her Life
2. 1946: Це дивовижне життя / It's a Wonderful Life
3. 1951: Місце під сонцем / A Place in the Sun
4. 1952: П'ять пальців / 5 Fingers
5. 1954: Сіль Землі / Salt of the Earth
6. 1954: Стрибок
7. 1955: Трибунал Біллі Мітчелла /The Court-Martial of Billy Mitchell
8. 1956: Дружнє переконання / Friendly Persuasion
9. 1957: Міст через річку Квай / The Bridge on the River Kwai
10. 1958: Двоголовий шпигун / The Two-Headed Spy
11. 1962: Лоуренс Аравійський / Lawrence of Arabia
12. 1965: Кулик / The Sandpiper
13. 1968: Планета мавп / Planet of the Apes
14. 1969: Че! / Che!